# Aljaska
Aljaska je 49. savezna država SAD-a. Površina joj je oko 1,5 milijun km², a na tom prostoru živi 733.391 stanovnika (2020.) Hladna subpolarna klima uzrok je surovim uvjetima života. Važnost Aljaske uvjetovana je strateškim položajem i velikim rudnim (osobito zlato i srebro) i šumskim bogatstvom, te ribolovom.

## Povijest
Otkrivena je u 18. stoljeću, a u drugoj polovici stoljeća Rusi su ondje osnovali prva naselja. Poslije Krimskog rata Rusi su se bojali da će Aljasku osvojiti Amerikanci, pa su počeli pričati da ju je bolje prodati nego izgubiti u ratu. Amerikanci su kupili Louisianu od Francuza, otok Manhatan od Indijanaca, pa je američki ministar vanjskih poslova htio kupiti Aljasku. Ponuda je predana ruskom caru prije građanskog rata 1860. godine, a prodaja je izvršena 7 godina kasnije. 18. listopada 1867. u jednoj vojnoj bazi na istoku Aljaske, spuštena je zastava Carske Rusije, a na jarbol je podignuta zastava SAD, čime je označen prelazak Aljaske u vlasništvo SAD-a. Naime, SAD su kupile milijun i pol četvornih kilometara potpune divljine po cijeni od 4 centa po jedinici, što se kasnije ispostavilo kao jedna od najpametnijih transakcija u povijesti. Tadašnji državni tajnik Wiliam Suard obavio je pregovore o kupovini zemlje, za koju su mnogi smatrali da je zemlja snijega i leda, te su dogovor o transakciji zvali “Suardove ludorije”. Međutim, mudrost iskazana ulaganjem u snijeg i led potvrđena je kada su na Aljaski otkrivene velike zalihe nalazišta nafte, zemnog plina i ruda. Aljaska je postala 49. država SAD 1959. godine, a tamošnji stanovnici i danas slave 18. listopad kao dan Aljaske. Površina Aljaske iznosi 1.518.775 km2. Na Aljaski živi više od 600.000 ljudi. Glavni grad Aljaske je Juneau.

## Administrativna podjela
Aljaska je podijeljena na 27 okruga (boroughs).

## Najveći gradovi
| Grad       | Pokrajina  | Stanovnici      | Stanovnici     |
| Grad       | Pokrajina  | 1. travnja 2000 | 1. srpnja 2004 |
| ---------- | ---------- | --------------- | -------------- |
| Anchorage  | Anchorage  | 260.283         | 272.687        |
| Juneau     | Juneau     | 30.711          | 31.118         |
| Fairbanks  | Fairbanks  | 30.224          | 30.435         |
| Sitka      | Sitka      | 8.835           | 8.849          |
| Ketchikan  | Ketchikan  | 7.922           | 7.423          |
| Kenai      | Kenai      | 6.942           | 7.379          |
| Kodiak     | Kodiak     | 6.334           | 6.264          |
| Bethel     | Bethel     | 5.471           | 6.106          |
| Wasilla    | Wasilla    | 5.469           | 7.738          |
| Barrow     | Barrow     | 4.581           | 4.281          |
| Palmer     | Palmer     | 4.533           | 6.163          |
| Unalaska   | Unalaska   | 4.283           | 4.325          |
| Valdez     | Valdez     | 4.036           | 4.041          |
| Homer      | Homer      | 3.946           | 5.252          |
| Soldotna   | Soldotna   | 3.759           | 4.018          |
| Nome       | Nome       | 3.505           | 3.592          |
| Petersburg | Petersburg | 3.224           | 3.020          |
| Kotzebue   | Kotzebue   | 3.082           | 3.205          |
| Seward     | Seward     | 2.830           | 2.987          |

## Etničke grupe
Indijanci: Kultura ovih Indijanaca pripada sub-arktičkom području lovaca i ribara (Athapaskan) i kulturi Sjeverozapadne obale (Tsimshian i Kaigani). Jezično pripadaju porodicama Athapaskan i Koluschan, i manjim dijelom plemenima Chimmesyan, Skittagetan i Eyak. Plemena: Ahtena, Dihai-kutchin, Eyak, Han, Ingalik, Kaigani, Koyukon, Kutcha-kutchin, Nabesna, Natsit-kutchin, Tanaina, Tanana, Tennuth-kutchin, Tlingit, Tranjik-kutchin i Vunta-kutchin.

## Živi svijet

### Popis vrsta
- Animalia (životinje)
  - Actinopterygii (Zrakoperke)
    - Cottus cognatus
    - Thymallus arcticus

  - Amphibia (vodozemci)
    - Lithobates sylvaticus

  - Aves (ptice)
    - Acanthis flammea
    - Accipiter striatus
    - Asio flammeus
    - Bonasa umbellus
    - Branta hutchinsii
    - Buteo lagopus
    - Calcarius lapponicus
    - Catharus ustulatus
    - Certhia americana
    - Corvus corax
    - Falco columbarius
    - Gavia pacifica
    - Haliaeetus leucocephalus
    - Lagopus lagopus
    - Lanius excubitor
    - Loxia leucoptera
    - Phylloscopus borealis
    - Picoides arcticus
    - Pinicola enucleator
    - Poecile hudsonicus
      - Strix nebulosa

    - Tachycineta bicolor
    - Zonotrichia leucophrys

  - Insecta (kukci)
    - Coleoptera (Kornjaši)
      - Dendroctonus rufipennis
      - Scaphinotus angusticollis

    - Diptera (dvokrilci)
      - Bradysia expolita
      - Cephenemyia trompe
      - Culiseta alaskaensis

    - Hemiptera (Polukrilci)
      - Adelges abietis

    - Hymenoptera (Opnokrilci)
      - Bombus polaris
      - Dolichovespula arenaria
      - Myrmica alaskensis
      - Phygadeuon alaskensis

    - Lepidoptera (leptiri)
      - Carterocephalus palaemon
      - Rheumaptera hastata

    - Neuroptera (mrežokrilci)
      - Chrysoperla carnea

    - Odonata (Vretenca)
      - Libellula quadrimaculata

    - Thysanoptera (Resokrilci)
      - Thrips fallaciosus

  - Entognatha (Unutarčeljusnici)
    - Bourletiella hortensis

  - Mammalia (sisavci)
    - Alces alces
    - Canis lupus
    - Castor canadensis
    - Erethizon dorsatus
    - Glaucomys sabrinus
    - Lemmus sibiricus
    - Lepus americanus
    - Lepus othus
    - Lynx canadensis
    - Martes americana
    - Mustela erminea
    - Myodes rutilus
    - Ovibos moschatus
    - Ovis dalli
    - Rangifer tarandus
    - Tamiasciurus hudsonicus
    - Urocitellus parryii
    - Ursus arctos
    - Vulpes vulpes

  - Arachnida (paučnjaci)
    - Alaskozetes antarcticus
    - Pirata piraticus

  - Chilopoda (strige)
    - Scolopocryptops sexspinosus

  - Annelida (Kolutićavci)
    - Tubifex tubifex
- Fungi (gljive)
  - Cladonia rangiferina
  - Lecanora epibryon
  - Nephroma arcticum
  - Panaeolus cinctulus
- Plantae (biljke)
  - Alnus rubra
  - Arctagrostis latifolia
  - Arctostaphylos alpinus
  - Betula nana
  - Betula papyrifera
  - Carex bonanzensis
  - Dryas octopetala
  - Empetrum nigrum
  - Epilobium angustifolium subsp. angustifolium
  - Equisetum arvense
  - Eriophorum scheuchzeri
  - Harrimanella stelleriana
  - Larix laricina
  - Lycopodium clavatum
  - Picea glauca
  - Picea mariana
  - Populus balsamifera
  - Populus tremuloides
  - Rhododendron groenlandicum
  - Rosa acicularis
  - Rubus idaeus
  - Salix alaxensis
  - Shepherdia canadensis
  - Silene acaulis
  - Sphagnum fuscum
  - Vaccinium uliginosum
  - Vaccinium vitis-idaea

## Foto album
- Rijeka Chena
- Krajolik na Aljaski
- Juneau
- Dvije indijanske žene s Aljaske